# بحيرة ألاكول
بحيرة ((بالقازاقية: Алакөл)‏، ألاكول من «بحيرة موتلي» التركية) هي بحيرة تقع في مقاطعتي ألماتي وشيغيز، شرق وسط كازاخستان. ارتفاعه 347 متر (1,138 قدم) فوق مستوى سطح البحر.
البحيرة هي الامتداد الشمالي الغربي للمنطقة المعروفة باسم بوابة دزونغاريان (ممر ألاتاو)، وهو وادي ضيق يربط المرتفعات الجنوبية لكازاخستان بشمال غرب الصين القاحل. بوابة دزونغاريان هي وادي يحده صدع (انظر الخط الرأسي على الصورة على طول الجانب الجنوبي الغربي للبحيرة) حيث يكون ارتفاع قاع الوادي بين 350 و 450 م فوق مستوى سطح البحر وقمم نطاق دزونغارسكي ألاتاو ‏ (أقل يسار) يصل إلى 4,463 متر (14,642 قدم) فوق مستوى سطح البحر. يمكن رؤية اثنين من المعجبين الغرينيين المحددين جيدًا حيث تقطع الجداول الجبلية عبر المناظر الطبيعية المعيبة إلى الجنوب الغربي من البحيرة.
تبلغ مساحة البحيرة 2,650 كيلومتر مربع (1,020 ميل2). إنها 54 متر (177 قدم) في أعماق أعماقها، بحجم 58.6 كم3. يربط المستنقع المنخفض (فوق مركز الصورة مباشرة) الطرف الشمالي الغربي من بحيرة ألاكول مع بحيرة كوشاركول وبحيرة ساسيكول (البحيرتان الفاتحتان في الصورة). من الطرف الجنوبي لبحيرة ألاكول، يربطه وادي مستنقعي ضيق ببحيرة زهانشكول للمياه العذبة (في الحافة السفلية من الصورة).
تحتوي بحيرة الألكول، وهي بحيرة مالحة، على حوض تصريف يبلغ 65,200 كيلومتر مربع (25,200 ميل2) ويتلقى الماء بشكل دوري من عدة تيارات تتدفق من جبال تاربجاتي. من بينها نهر أوردزهار الذي يتم تصريفه في الطرف الشمالي من البحيرة، ونهر إميل، على الشاطئ الشمالي الشرقي للبحيرة. خلال الفيضانات الموسمية، تصريف المياه الفائضة من بحيرة زهانشكول إلى بحيرة الأكول على طول slough بطول 10 كم تسمى Zhaman-Otkel (بالروسية: Жаман-Откель)‏.
تم إنشاء محمية ألاكول الحكومية لحماية منطقة البحيرة وهي أرض تكاثر وتعشيش مهمة للطيور الرطبة المختلفة، ولا سيما النورس النادر جدًا. تحتوي جزيرة بيسكي على أسراب من فلامنغو، و 40 نوعًا من الطيور الأخرى. صنفت اليونسكو محمية ألاكول للمحيط الحيوي كجزء من برنامج الإنسان والمحيط الحيوي في عام 2013.
أكبر جزيرة في بحيرة ألاكول هي أولكون-آرال-تيوب. وهي تقع في وسط البحيرة.
يقتصر النشاط الزراعي في هذه المنطقة القاحلة على المناطق التي تتوفر فيها رطوبة كافية، خاصة على طول مجاري المياه سريعة الزوال وفي الدلتا والمراوح الغرينية.
تقع حضارة أندرونوفو في العصر البرونزي في المنطقة العامة للبحيرة. في منتصف القرن الأول قبل الميلاد، كانت بحيرة ألاكول تمثل نهاية شرقية لولاية كانجار، تظهر على الخرائط الصينية للأراضي الغربية.

## وصف
تقع هذه البحيرة المالحة الخالية من الصرف في المنطقة الشمالية الشرقية من ألماتي بالقرب من الحدود مع الصين، يعتبر فريدًا. ومن المعروف عن الخواص المفيدة أنقى ماء الاكول أنه يعيد القوة ويقوي الصحة. قبل سنوات عديدة، مر طريق الحرير العظيم الشهير من هنا. حتى في تلك الأيام، كانت القوافل، غير قادرين على الرفض بعد رحلة شاقة لتجديد أنفسهم في مياه البحيرة، لاحظت كيف اختفى جلخ الساقين من تلقاء نفسها، وجراح في الجسم تلتئم بسرعة، أولئك الذين يعانون من عرق النسا نسوا الألم في أسفل الظهر، حتى المشاجرات والاستياء أختفاء.

## أسطورة
في عهد تيمور، قيل أن هذه البحيرة "It-Ichmes" (مترجمة «الكلب لن يشرب») لأن لتر واحد من الماء يحتوي على 8 جرام من الملح. Kimaks (قرون IX-XI) سميت هذه البحيرة Gagan، بعد المدينة الواقعة في موقع قرية Koktuma. هدية الطبيعة العظيمة في كازاخستان-ألاكول.

## الخصائص الطبية
تؤكد الأبحاث الطبية الحديثة الصفات العلاجية لمياه البحيرة. نفخة بحر الألكول في تركيبة مع جافة، ساخنة، مليئة برائحة السهوب، الهواء له تأثير مفيد على البشر. في مناطق منتجع ألاكول خضع رواد الفضاء لإعادة التأهيل بعد عودتهم من المدار.

## روابط خارجية
- Data summary: Alakol
- National Aeronautics and Space Administration
- Lake Alakol birds